# Essonne
Essonne je francouzský departement ležící v regionu Île-de-France. Pojmenovaný je podle řeky Essonne. Hlavní město je Évry.

## Členění
| Arrondissement | Počet obyvatel (1999) | Rozloha (km²) | Hustota zalidnění | Kantony | Obce |
| -------------- | --------------------- | ------------- | ----------------- | ------- | ---- |
| Étampes        | 125.148               | 876           | 143               | 6       | 79   |
| Évry           | 471.435               | 469           | 1005              | 17      | 52   |
| Palaiseau      | 537.655               | 459           | 1171              | 19      | 65   |